# Puyo Puyo~n
Puyo Puyo〜n (яп. ぷよぷよ〜ん Пуё Пуё Эн) — четвёртая компьютерная игра в жанре головоломка серии Puyo Puyo, выпущенная 4 марта 1999 года на игровую консоль Sega Dreamcast, а в декабре на PlayStation и Nintendo 64. Выпущена только в Японии.

## Игровой процесс
Игровой процесс  ~ n  остается похожим на  Puyo Puyo Tsu , с новым дополнением персонажа. По мере того, как пуйо стираются с поля, индикатор мощности заполняется, а когда он заполняет верх, вы можете использовать специальный. Особые способности каждого персонажа отличаются от человека к человеку, и эти особенности сильно различаются между домашней версией и версией Game Boy Color. Каждая сетка в отечественных версиях соответствует специальному правилу, в котором реализовано предустановленное поле и специальные правила платы. В версии Game Boy Color всякий раз, когда отбрасывался мусор, на экраны падали Sun Puyos. В игре также было несколько режимов Tokoton, включающих сетки, большие или меньшие, чем 6x12, в отечественных версиях, и режим Free Battle, позволяющий PvP против любых разблокированных персонажей. Искусство также значительно отличается от своих предшественников, принимая более серьёзный тон по сравнению с другими играми.
Между отечественными версиями  ~ n  были тонкие различия, но между отечественными версиями и версией Game Boy Color существовала огромная разница. «Puyo Puyo ~ n: Каа-кун Иссо» (букв. «Puyo Puyo ~ n: Вместе с Карби») для PlayStation содержит ту же музыку, что и Sega Dreamcast версия  Puyo Puyo ~ n , но поддерживает только до двух игроков.  Puyo Puyo ~ n Party 64  для Nintendo 64 имеет музыку, отличную от версии Dreamcast, и не имеет озвученных кат-сцен, но сохранил многопользовательский режим для четырёх игроков и включил режим Transfer Pak, в котором можно было разблокировать больше иллюстраций, подключив в «Pocket Puyo Puyo SUN». «Pocket Puyo Puyo ~ n» для Game Boy Color использует музыку из «Pocket Puyo Puyo Sun», а также музыку из самого «Puyo ~ n», содержит больше персонажей и больше спецпредложений, включая некоторые из сыгран из «Pocket Puyo Puyo Sun» и Minotauros вместо Zou Daimaou, но, естественно, поддерживает только двух игроков и имеет одинаковую сюжетную линию, сохраняя комический юмор предыдущих версий.  Pocket Puyo Puyo ~ n  также имеет специальный режим ралли, чтобы разблокировать специальные предложения, и вы можете выбрать, какое специальное предложение вы хотели использовать до начала игры. Эта версия не имеет Специального правила или каких-либо специфичных для доски функций, как у отечественных версий, и при этом у неё не было каких-либо других размеров сетки для Tokoton Puyo Puyo, но в ней есть возможность играть в Бесконечные, как в  Puyo Puyo 2  s Action Endless (где мусор появляется в трее, а помощники появляются в случайное время в зависимости от настройки сложности). Позиция, которую  Puyo Puyo ~ n  занял в серии, возможно, послужила основой для  Puyo Puyo 7 .

## Сюжет
В отличие от предыдущих игр, в которых сюжетная линия довольно комична, ~ n имеет серьёзную сюжетную линию, напоминающую игру в  Madou Monogatari . Тёмный принц встречается с книгами в магической библиотеке, когда он сталкивается с чёрным ящиком. Он начинает осматривать чёрный ящик, прежде чем он вырывается из его рук и открывается. На следующее утро прибыл цирк Пуйо, и Арль вместе с Карбунклом отправились проверить его. Их встречает таинственная фигура в Пьеро, похожего на шута.
Когда Арле прибывает, что-то не так, и Карбункул исчезает снова. Арле должна пройти свой путь мимо множества противников, как и прежде. Во время её квеста Драко, Серири, Ведьма и Чико объединяются с Арле, когда они сталкиваются со Шезо и Рулю. Рулю знала, что с Темным Принцем что-то не так, и когда Арль встретила его, он казался странным и не похожим на его обычную личность. Он замораживает других персонажей, чтобы они не мешали. Арле побеждает Темного Принца, который просыпается и спрашивает, почему Арл был там. Темный Принц объясняет Арлу, что ему промыли мозги более сильный противник, и после этого появляется Пьеро, показывая себя как Доппельгангер Арле. Двое сражаются, чтобы увидеть, кто существует в мире, и Арль победила.
После боя Доппельгангер Арле настаивает на том, что она «Настоящая Арль», которая существовала в мире, чувствуя себя ослабленной своим поражением, вскоре она исчезает, к большому шоку Арла. Через несколько секунд Карбункул снова появился в комнате, и Арль была рада снова увидеть его. Драгоценный камень на лбу Карбункула сияет, и Арль спрашивает, что случилось, он выбрасывает луч со лба, и экран становится белым, а затем чёрным, и титры катятся.